# Mexique aux Jeux olympiques d'été de 2004
Le Mexique aux Jeux olympiques d'été de 2004 a envoyé une délégation composée de 121 compétiteurs dans 20 disciplines sportives.

## Médaillés mexicains
- Argent
  - Ana Guevara - Athlétisme, 400 mètres femmes
  - Belem Guerrero - Cyclisme sur piste, course aux points femmes
  - Oscar Salazar - Taekwondo, moins de 58 kg hommes

- Bronze
  - Iridia Salazar - Taekwondo, moins de 57 kg hommes